# Audismo
Il termine audismo si riferisce a forme di discriminazione nei confronti della comunità sorda.

## Storia
Termine coniato da un ricercatore, Tom L. Humphries, il quale affermò che il fenomeno era molto diffuso negli Stati Uniti. Secondo il ricercatore statunitense, l'audismo è la discriminazione delle persone nei confronti delle persone sorde.

## Il disagio socio-psicologico
Molti sordi si trovano in una condizione che li fa sentire discriminati dalle persone udenti in una specie di ghetto, come ad esempio il fenomeno che accadde negli Stati Uniti d'America e nel Regno Unito per le lingue dei segni dei rispettivi Paesi, cioè ASL e BSL, nel XVIII e XIX secolo.
Dal punto di vista sociale, è difficile che molti giovani in età adolescenziale accettino l'identità sorda, in quanto tendono a percepire come diverse le persone non sorde.

## Ideologia
Secondo Harlan Lane, professore universitario del Dipartimento di Psicologia negli USA, l'audismo esiste da molti secoli, anche se il recente riconoscimento della comunità dei sordi come una cultura che usa un linguaggio discretamente diffuso, ha accresciuto il fenomeno. Col tempo, però, si è visto che l'audismo riflette i pregiudizi da parte delle persone, che permangono tuttora nei confronti delle persone sorde, e il fenomeno è stato quindi riconosciuto come esistente soprattutto all'interno di un preciso contesto medico, culturale, di istruzione e linguistico; la maggior parte del fenomeno dell'audismo si concentra proprio in questi ambiti.
Negli ultimi decenni, con la proliferazione di mezzi di comunicazione di massa facilmente accessibili, il fenomeno dell'audismo si è ampliato anche in contesti diversi da quelli originari. Harlan Lane esamina lo sviluppo etico della società riguardo al concetto di sordità. La radice dell'audismo è ritenuta essere il fonocentrismo, ossia la convinzione che la lingua parlata e i suoni siano intrinsecamente superiori rispetto alla lingua dei segni ed alla lingua scritta.